# 강수택
강수택(Sootaek Kang, 姜水澤, 1956년 8월 18일~)은 대한민국의 사회학자이자 사회이론가, 사회사상가이다. 경상국립대학교 명예교수이기도 하다.

## 생애와 학력
부산에서 고등학교까지 다닌 후 1975년 서울대 자연계열에 입학하여 해양학을 전공하고 사회학을 부전공했다. 졸업 후 1979년 서울대 대학원 사회학과에 입학하여 알프레드 슈츠(Alfred Schutz)의 현상학에 대한 연구로 석사학위를 취득했다. 1984년 독일 빌레펠트대학교 사회학과 대학원에 입학하여 사회현상학자 리하르트 그라토프(Richard H. Grathoff) 교수의 지도를 받아 1991년 박사학위를 받았다. 독일로 유학을 가기 전부터 경상국립대에서 사회학을 가르치기 시작했고 유학을 마친 후 다시 복직하여 2022년 은퇴할 때까지 경상국립대 사회학과 교수로 있으면서 사회학을 가르치고 또한 연구했다. 은퇴 후에는 경상국립대 사회학과 명예교수로 있다.

## 연구와 사회사상의 특징
초기에는 일상생활세계의 관점을 중시하는 알프레드 슈츠의 사회현상학 전통을 중심으로 화이트칼라 노동자의 사회의식 연구, 일상생활의 사회학, 생활세계의 사회학, 시민사회론, 시민적 지식인론 등에 대한 연구에 집중했다. 후기에는 다양한 사회영역에서의 사회적 연대 현상에 특별히 주목하면서 연구를 이어갔다. 사회적 연대는 사회현상학의 핵심 개념인 상호주관성(Intersubjectivity)과 밀접한 관련이 있는 보다 실천적인 특성을 지닌 개념이자 생활세계와 시민사회의 가장 중요한 특징이기도 하다. 그래서 시민, 시민사회, 시민문화, 정치, 경제, 환경, 인성, 교육, 역사 등이 각각 연대성과 어떻게 관련되어 있는지를 집중적으로 연구해왔다. 이러한 연구는 결국 한국사회의 심각한 분열과 대립의 원인을 해명하고 이들을 극복하기 위한 방안을 제시하는 데 많은 통찰을 제공한다. 그는 연대 가치를 특히 중시하는 자신의 사회사상을 19세기 말 ~ 20세기 초 유럽에서 등장한 연대주의 전통에 위치시킨다. 이 시기의 연대주의는 개인 혹은 결사체의 자율성과 사회적 연대성을 함께 강조하면서 극단적인 개인주의와 집합주의에 대한 제3의 대안으로 제시되었다. 강수택은 시민사회, 세계사회, 생태계를 중시하는 20세기 말 ~ 21세기 초의 변화된 시대 상황에서 고전적 연대주의를 새롭게 재해석하여 시민연대주의, 글로벌 연대주의, 생태연대주의 논의를 전개해왔다. 그리고 함석헌의 씨알사상을 씨알연대주의로 해석함으로써 함석헌의 사회사상을 보는 새로운 관점을 제시하였을 뿐 아니라 연대주의를 한국의 사회사상사 맥락에 접목시키는 데에도 기여했다. 최근에는 한국 사회처럼 분열과 갈등이 심한 분열형 사회가 선진적인 연대형 사회로 나아가기 위한 정치적 환경의 변화에 주목하여 대통령제로부터 의원내각제로의 정부형태 전환에 관한 논의를 적극적으로 전개하고 있다.

## 경력[4]
- 1981-2022 경상국립대학교 강사, 조교수, 부교수, 교수
- 1998-1999 영국 워릭대학교(University of Warwick) 사회학과 (사회이론 연구센터) 객원교수.
- 2001-2002 한국이론사회학회 학술지 『사회와 이론』 편집부위원장 (실무책임).
- 2003-2004 한국이론사회학회 학술지 『사회와 이론』 편집위원장.
- 2005-2006 미국 예일대학교(Yale University) 사회학과 (문화사회학 연구센터) 객원교수.
- 2009 경상국립대학교 국제지역연구원 통일평화인권센터 소장.
- 2010-2011 경상국립대학교 인권·사회발전 연구소 소장.
- 2012-2013 경상국립대학교 사회과학대학장 및 행정대학원장.
- 2013 전국국공립사회과학대학장협의회 회장.
- 2008-2013 학술지 『Oughtopia』 편집위원.
- 2011-2017 학술지 『Localities』 편집위원.
- 2011-2012 한국이론사회학회 부회장.
- 2015 한국사회학회 부회장.
- 2022 경상국립대학교 정교수 퇴임. 경상국립대학교 명예교수.

## 수상[5]
- 1998. 문화관광부 우수학술도서 선정 (『일상생활의 패러다임』).
- 2002. 대한민국 학술원 우수학술도서 선정 (『다시 지식인을 묻는다』).
- 2002. 가담 학술상 수상.
- 2003. 문화관광부 우수전자책 선정 (『다시 지식인을 묻는다』, 북토피아, E-BOOK, 2003).
- 2003. 문화관광부 우수학술도서 선정 (『21세기 지식 키워드 100』).
- 2008. 대한민국 학술원 우수학술도서 선정 (『시민연대사회』).
- 2017. 세종도서(학술부문) 선정 (『자율과 연대의 로컬리티』).
- 2017. 세종도서(학술부문) 선정 (『연대의 억압과 시장화를 넘어: 한국사회 연대영역의 구조변화』).
- 2019. 한국대학출판협회 우수도서(학술부문) 선정 (『연대하는 인간, 호모 솔리다리우스』).
- 2020. 세종도서(학술부문) 선정 (『연대하는 인간, 호모 솔리다리우스』).
- 2022. 세종도서(학술부문) 선정 (『환경과 연대』).
- 2022. 옥조근정훈장 수상.

## 저서 및 번역서[6]

### A. 단독저서
- 『일상생활의 패러다임』 강수택 (민음사, 1998). ISBN 9788937423901
- 『다시 지식인을 묻는다』 강수택 (삼인, 2001). ISBN 9788987519616
- 『시민연대사회』 강수택 (아르케, 2007). ISBN 9788958030669
- 『연대주의 –모나디즘 넘어서기』 강수택 (한길사, 2012). ISBN 9788935662371
- 『연대의 억압과 시장화를 넘어 -한국사회 연대영역의 구조변화』 강수택 (경상대출판부, 2016). ISBN 9788962571264
- 『씨알과 연대 -함석헌의 연대 사상』 강수택 (새물결, 2019). ISBN 9788955594225
- 『연대하는 인간, 호모 솔리다리우스』 강수택 (지식의 날개, 2019). ISBN 9788920992445
- 『알프레드 슈츠』 강수택 (커뮤니케이션북스, 2020). ISBN 9791128861185
- 『환경과 연대 -생태연대주의 사상과 정책』 강수택 (이학사, 2022). ISBN 9788961474085
- 『팬데믹, 사회분열, 연대』 강수택 (경상국립대학교출판부, 2022). ISBN 9788962573497
- 『의원내각제가 온다 -연대하고 협력하는 대한민국을 위한 헌법개정 제안서』 강수택 (이학사, 2025). ISBN 9788961474740

### B. 공동저서
- 『신자유주의 구조조정과 노동체제의 변화』 경상대 사회과학연구원 엮음 12인 공저 (한울, 2002). ISBN 9788946029996
- 『신자유주의적 구조조정과 노동운동: 1997-2001』 경상대 사회과학연구원 엮음 10인 (한울, 2003). ISBN 9788946031821
- 『21세기 지식 키워드 100』 강수택 외 68인 공저 (한국출판마케팅연구소, 2003). ISBN 9788989420187
- 『대학원체제 변화에 따른 인문학 연구 및 교육 체계의 개편방안』 이영석·강수택 외 6인 공저 (인문사회연구회, 2004).
- 『우리사회의 경계, 어떻게 긋고 지울 것인가』 경희대 인류사회재건연구원 엮음 10인 공저 (아카넷, 2008). ISBN 9788957331316
- 『대학 인권지표 개발 연구』 강수택 외 3인 공저 (국가인권위원회, 2009). ISBN 9788961142014 :93370
- 『사회정책과 인권』 심창학·강수택 엮음 12인 공저 (오름, 2011). ISBN 9788977783621
- 『한국의 사회변동과 탈물질주의』 강수택·박재흥 엮음 7인 공저 (오름, 2012). ISBN 9788977783898
- 『문화, 환경, 탈물질주의 사회정책』 강수택 외 9인 공저 (오름, 2013). ISBN 9788977784086
- 『협동과 연대의 인문학』 김창진 엮음 박호성·강수택 외 11인 공저 (가을의아침, 2014). ISBN 9791195265237
- 『자율과 연대의 로컬리티』 하용삼·강수택 외 9인 공저 (소명출판, 2016). ISBN 9791159050879

### C. 번역서
- 『이데올로기란 무엇인가』 강수택 옮김 (종로서적, 1982)(John Plamenatz, Ideology).
- 『현대사회학이론과 그 고전적 뿌리』 한국이론사회학회 16인 공동번역 (박영사, 2006)(George Ritzer, Contemporary Sociological Theory and Its Classical Roots: The Basics). ISBN 9788910380412

## 논문[7]
- 1. "현상학적 사회학의 사회구조론 연구를 위한 시론," 『한국사회학연구』 제5집 (서울대학교 사회학연구회, 1981).
- 2. "막스 쉘러의 지식사회학 이론에 관한 일 고찰," 『경상대 논문집(사회계편)』 제23집 1호 (경상대학교, 1984).
- 3. "이데올로기비판론의 정립을 위한 사회학적 일 고찰," 『한국사회학연구』 제7집 (서울대학교 사회학연구회, 1984).
- 4. "현대 산업사회에 있어서의 일의 의미," 『사회과학연구』 제9집 (경상대 사회과학연구소, 1991).
- 5. "기독교 사회운동에 대한 기독교 세계관적 성찰," 『통합연구』 제5권 2호 (통합연구학회, 1992).
- 6. "산업체 화이트칼라 노동자의 사회성에 관한 사례연구," 『한국사회학』 제26집 겨울호 (한국사회학회, 1992).
- 7. "아그네스 헬러의 인간학적 일상생활론 연구," 『현상과 인식』 제18권 2호 (한국인문사회과학원, 1994).
- 8. "앙리 르페브르의 유토피아적 일상생활비판론 연구," 『노동법과 사회정의』 정파 배병우박사 화갑기념 논문집 (지학사, 1994).
- 9. "일상생활이론의 비교연구," 『한국사회학』 제28집 여름호 (한국사회학회, 1994).
- 10. "상식세계로서의 일상생활세계의 의미구조: 알프레드 슈츠의 이론을 중심으로," 『경상대학교 논문집』 제34집 1호 (경상대학교, 1995).
- 11. "열린 소통공간의 형성을 위한 조건들," 『사회학연구』 제8권 (한국사회학 연구소, 1995).
- 12. "일의 세계로서의 일상생활세계의 의미구조: 알프레드 슈츠의 이론을 중심으로," 『사회과학연구』 제13집 1호 (경상대 사회과학연구소, 1995).
- 13. "독일 화이트칼라 노동자의 사회의식 연구사," 『사회과학연구』 제14집 2호 (경상대 사회과학연구소, 1996).
- 14. "상징적 상호작용론의 관점에 의한 일상생활론 연구," 『한국사회학』 제30집 여름호 (한국사회학회, 1996).
- 15. "영국의 사회보장제도와 실업," 강수택·이명숙, 『유럽연구』 제4호 가을호 (한국유럽학괴, 1996).
- 16. "이수훈의 『세계체제의 인간화』," 『한국사회학』 제30집 겨울호 (한국사회학회, 1996).
- 17. "컴퓨터 매개 커뮤니케이션의 이용실태," 강수택·박재흥, 『사회과학연구』 제15집 3호 (경상대 사회과학연구소, 1997).
- 18. "일상생활의 개념과 일상생활론의 역사," 『사회과학연구』 제15집 (경상대 사회과학연구소, 1997).
- 19. "독일 통일과정에서의 노동관의 변화와 사회통합의 과제," 『민족통일론집』 (경상대 통일문제연구소, 1997).
- 20. "영국 의무교육의 성과와 국제비교," 이명숙·강수택, 『EU학 연구』 제2권 2호 (한국EU학회, 1997).
- 21. "컴퓨터 매개 커뮤니케이션을 통한 새로운 정체성과 담론의 형성," 강수택·한상진, 『사회과학연구』 제15집 3호 (경상대 사회과학연구소, 1997).
- 22. "컴퓨터 매개 커뮤니케이션이 인성과 생활에 미치는 영향," 강수택·한상진, 『사회과학연구』 제15집 3호 (경상대 사회과학연구소, 1997).
- 23. "근대적 일상생활의 구조와 변화," 『한국사회학』 제32집 가을호 (한국사회학회, 1998)
- 24. "인터넷 이용 현황과 이용자 특성," 강수택·남궁근, 『사회과학연구』 제16집 2호 (경상대 사회과학연구소, 1998).
- 25. "대담: 새로운 실천적 가능성으로서의 일상생활 탐구," 강수택·김용규, 『오늘의 문예비평』통권 제29호 (오늘의문예비평사, 1998).
- 26. "체제변동 과정에서의 실업 경험과 노동관의 변화," 『경제와 사회』 제39호 (한국산업사회학회, 1998. 10).
- 27. "미셀 푸코의 특수적 지식인론," 『사회과학연구』 제18집 2호 (사회과학연구소, 2000. 12).
- 28. "근대, 탈근대, 지식인," 『한국사회학』 제34집 (한국사회학회, 2000. 9).
- 29. "일상생활세계와 성인학습: 성인학습 생활화의 사회조건," 『Andragogy Today』 제3권 1호 (한국성인교육학회, 2000. 2).
- 30. "박정희 정권 시기의 지식인론 연구," 『사회와 역사』 제59집 (한국사회사학회, 2001).
- 31. "지그문트 바우먼의 탈근대적 지식인론," 『현상과 인식』 제25권 1/2호 (한국인문사회과학회, 2001).
- 32. "1997년 전후 노동자 의식의 변화양상: 기존 조사 결과들을 중심으로," 『신자유주의 구조조정과 노동체제의 변화: 쟁점과 과제』 경상대학교 사회과학연구원 엮음 (한울, 2002).
- 33. "생활세계, 역사성, 그리고 인간화," 『사회와 이론』 제1집 (한국이론사회학회, 2002. 8).
- 34. "인간학과 알프레드 슈츠의 사회이론," 『성찰의 사회학』 호산 김경동 교수 정년기념 논총 제1권 (박영사, 2002).
- 35. "한국사회 공동체 논의의 현황: 1980년대와 그 이후의 논의를 중심으로," 『한국사회학비평』 제2권 1호 (전자저널, 2002. 11).
- 36. "사회적 신뢰에 관한 이론적 시각들과 한국 사회," 『사회와 이론』 통권 제3집 (한국이론사회학회, 2003. 11).
- 37. "신자유주의 구조조정과 노동자 사회의식의 변화," 『경제와 사회』 통권 제58호 (한국산업사회학회, 2003. 여름).
- 38. "전환기의 대학과 지식인," 『오늘의 문예비평』 통권 제49호 (세종출판사, 2003. 여름).
- 39. "축제공동체로부터 윤리적 생활공동체로: 서구의 새로운 공동체 논의와 월드컵 대회의 경험," 『한국사회학비평』 제3권 (전자저널, 2003. 12).
- 40. "학문하는 지식인의 역할과 대학," 『사이』 통권 제2호 (우리말로 학문하기 모임, 2003. 2).
- 41. "근대, 탈근대, 사회적 연대," 『한국사회학』 제38집 5호 (한국사회학회, 2004. 10).
- 42. "The Structure of Social Solidarity and the Civic Culture" presented at the workshop of the Center for Cultural Sociology, Yale University (http://ccs.yale.edu/activities/ccs-workshop/previous-workshops).
- 43. "공공영역에서 연대영역으로," 『사회와 이론』 통권 제9집 (한국이론사회학회, 2006. 11).
- 44. "사회적 연대 담론의 구조와 시민문화," 『한국사회학』 제40집 6호 (한국사회학회, 2006. 12).
- 45. "사회적 연대의 유형과 시민문화," 『사회이론』 통권 제29호 (한국사회이론학회, 2006. 5).
- 46. "시민사회, 시민공동체, 시민연대사회," 『사회과학연구』 제24집 1호 (경상대학교 사회과학연구원, 2006. 8).
- 47. "시민적 연대의 의미구조: 다원화된 현대 시민사회의 사회적 연대론," 『사회와 이론』 통권 제8집 (한국이론사회학회, 2006. 5).
- 48. "서구 시민문화의 최근의 변화양상," 『사회이론』 통권 제31호 (한국사회이론학회, 2007. 5).
- 49. "시민참여와 이념 사이에서 시민운동이 갈 길," 『본질과 현상』 통권 제11호 (평화의문화연구소, 2008. 3).
- 50. "한국사회 생활세계의 민주화," 『사회와 이론』 통권 제13집 (한국이론사회학회, 2008. 11).
- 51. "한국사회의 이념 경계의 변화와 경계 넘기," 『우리 사회의 경계, 어떻게 긋고 지울 것인가』 경희대 인류사회재건연구원 편 (아카넷, 2008).
- 52. "고전사회학의 연대사상," 『사회이론』 통권 제36호 (한국사회이론학회, 2009. 11).
- 53. "반연대주의로서의 모나디즘," 『사회와 이론』 통권 제17집 (한국이론사회학회, 2010. 11).
- 54. "시민주의 사회정책의 토대로서 인권과 연대," 『사회이론』 통권 제39호 (한국사회이론학회, 2011. 5).
- 55. "한국 사회운동의 변화와 탈물질주의," 강수택·박재흥, 『Oughtopia』 제26집 3호 (경희대 인류사회재건연구원, 2011. 12).
- 56. "탈근대 아나키스트 시민사회론과의 만남," 『사회와 이론』 통권 제21-2집 (한국이론사회학회, 2012. 11).
- 57. "한국의 세대변화와 탈물질주의: 코호트 분석," 박재흥·강수택, 『한국사회학』 제46집 4호 (한국사회학회, 2012. 8).
- 58. "연대의 개념과 사상," 『역사비평』 통권 제102호 (역사문제연구소, 2013. 2).
- 59. "한국 사회과학대학의 발전방안과 지표개발," 『한국사회과학(대학)의 발전방안과 지표개발』 2013년도 전국국공립사회과학대학장협의회 심포지엄 자료집 (전국국공립사회과학대학장협의회, 2013. 6).
- 60. "한국사회 문화격차의 변화추이와 문화취향," 강수택·박재흥, 『현상과 인식』 제37권 3호 (한국인문사회과학회, 2013. 9).
- 61. "환경의식의 코호트별 변화추이와 국가 간 비교," 박재흥·강수택, 『Oughtopia』 제28집 2호 (경희대 인류사회재건연구원, 2013. 11).
- 62. "대담: 연대의 정치와 로컬리티," 강수택 외, 『로컬리티 인문학』 제12호 (부산대 한국민족문화연구소, 2014. 11).
- 63. "씨알과 시민사회: 함석헌의 사회사상에 대한 시민사회론적 접근," 『사회와 이론』 통권 제24집 (한국이론사회학회, 2014. 5).
- 64. "지역연대의 의미와 유형," 『로컬리티 인문학』 제14호 (부산대 한국민족문화연구소, 2015. 10).
- 65. "함석헌의 연대사상," 『사회와 이론』 통권 제27집 (한국이론사회학회, 2015. 11).
- 66. "지역과 연대: 지역연대의 원칙과 방향을 중심으로," 『자율과 연대의 로컬리티』 하용삼 외 지음 (소명출판, 2016).
- 67. "씨알과 지식인: 함석헌의 지식인론 연구," 『사회와 이론』 통권 제31집 (한국이론사회학회, 2017. 11).
- 68. "분열형 사회를 넘어 연대형 사회로 가려는 사회학적 상상," 『균열과 혐오의 사회를 넘어: 연대와 치유를 위한 사회학적 성찰』 2018 한국사회학회 정기사회학대회 발표논문집 (한국사회학회, 2018. 12).
- 69. "사회과학적 인간론과 새로운 사회학적 인간," 『사회와 이론』 통권 제32집 (한국이론사회학회, 2018. 5).
- 70. "사회적 인간 유형의 분포와 사회발전: 연대적 인간과 경제적 인간을 중심으로," 『사회이론』 통권 제54호 (한국사회이론학회, 2018. 11).
- 71. "분열형 사회에서 연대형 사회로의 전환을 위한 사회학적 성찰," 『한국사회학』 제53집 2호 (한국사회학회, 2019. 5).
- 72. "글로벌 팬데믹 시대, 연대영역의 변화양상," 『사회와 이론』 통권 제37집 (한국이론사회학회, 2020. 11).
- 73. "글로벌 팬데믹 시대의 일상생활 소외," 『사회와 이론』 통권 제40집 (한국이론사회학회, 2021. 12).
- 74. "생태주의 사상의 연대적 관점," 『사회와 이론』 통권 제39집 (한국이론사회학회, 2021. 11).
- 75. "동아시아 사회이론을 향한 하나논리와 씨알사상: 김성국의 하나논리에 대한 씨알사상 관점의 고찰," 『사회사상과 문화』 제27권 4호 (동양사회사상학회, 2024. 12).
- 76. "씨알연대 사상에서의 평화와 통일," 『함석헌 연구』 제10권 (씨알사상연구원, 2024. 3).

## 같이 보기
- 알프레드 슈츠
- 현상학
- 한국사회학회
- 경상국립대학교
- 연대 (사회학)
- 연대주의
- 시민사회
- 상호주관성
- 일상생활
- 지식인
- 함석헌
- 의원내각제